# Philodromus chamisis
Philodromus chamisis är en spindelart som beskrevs av Schick 1965. Philodromus chamisis ingår i släktet Philodromus och familjen snabblöparspindlar. Inga underarter finns listade i Catalogue of Life.